# Cathédrale du Saint-Esprit de Terrassa
Cette  cathédrale et basilique n’est pas la seule cathédrale du Saint-Esprit ni la seule basilique du Saint-Esprit.
La cathédrale du Saint-Esprit (en catalan : Catedral del Sant Esperit, en espagnol : Catedral del Espíritu Santo) est un édifice religieux situé sur la place Vella de la ville de Terrassa, dans la province de Barcelone, dans la communauté autonome espagnole de Catalogne.
L'église fut détruite par un violent incendie durant la guerre civile espagnole, et sa rénovation ne fut achevée qu'en 1958. Le remodelage du clocher et de la façade ne fut achevé qu'en 1999.
En 2002, le Vatican a créé le nouvel évêché du diocèse de Terrassa en le séparant de celui de Barcelone et a décidé qu'elle en serait le siège. Il a ainsi recréé l'ancien évêché d'Egara qui avait existé entre les Ve et VIIIe siècles qui avait été dissous à la suite de l'invasion sarrasine. L'ancienne paroisse de San Pedro a été déplacée à l'actuelle cathédrale quand elle a été construite au XVIe siècle.
Elle a reçu le titre de basilique mineure en 1951.

## Galerie

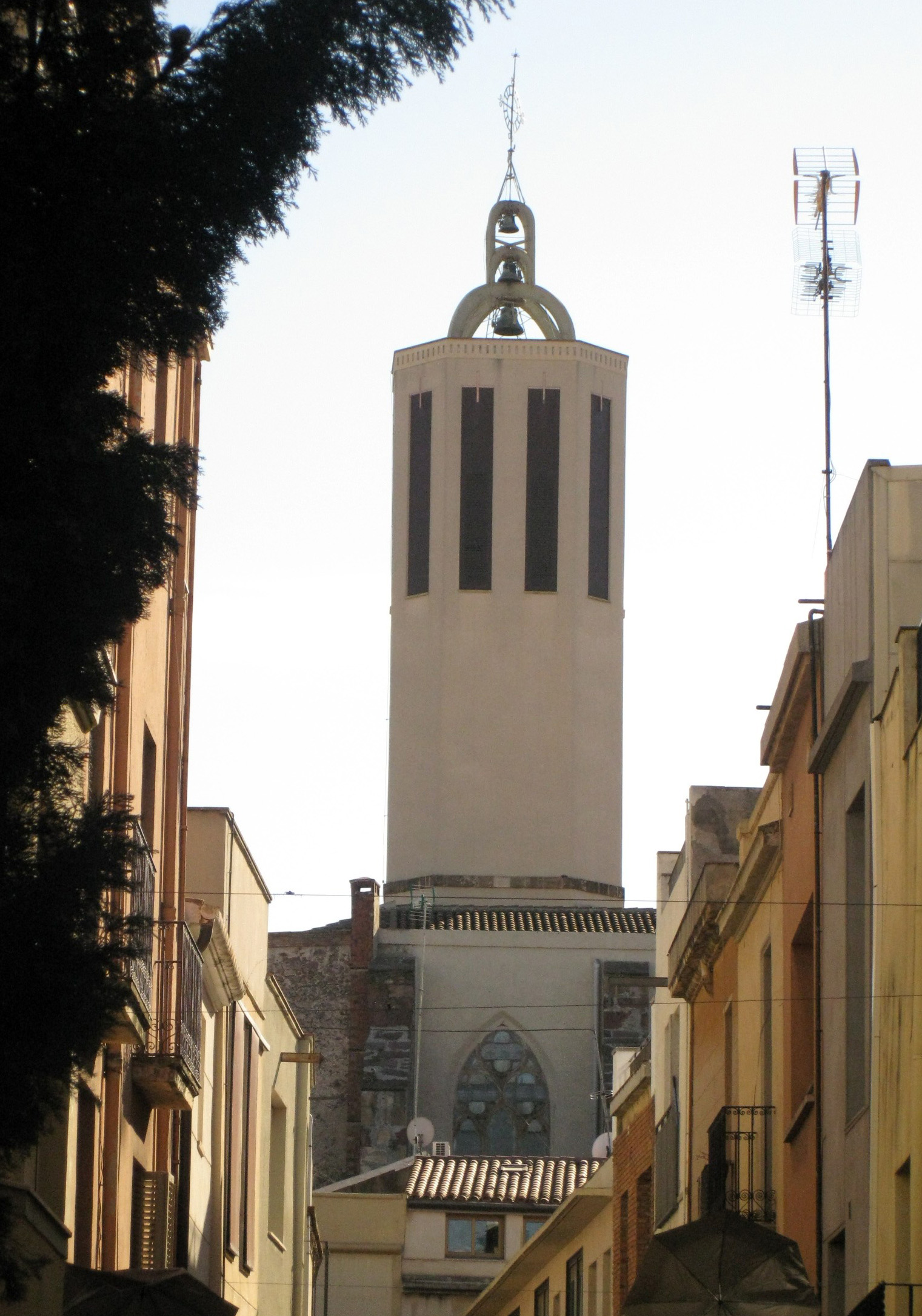
Le clocher.
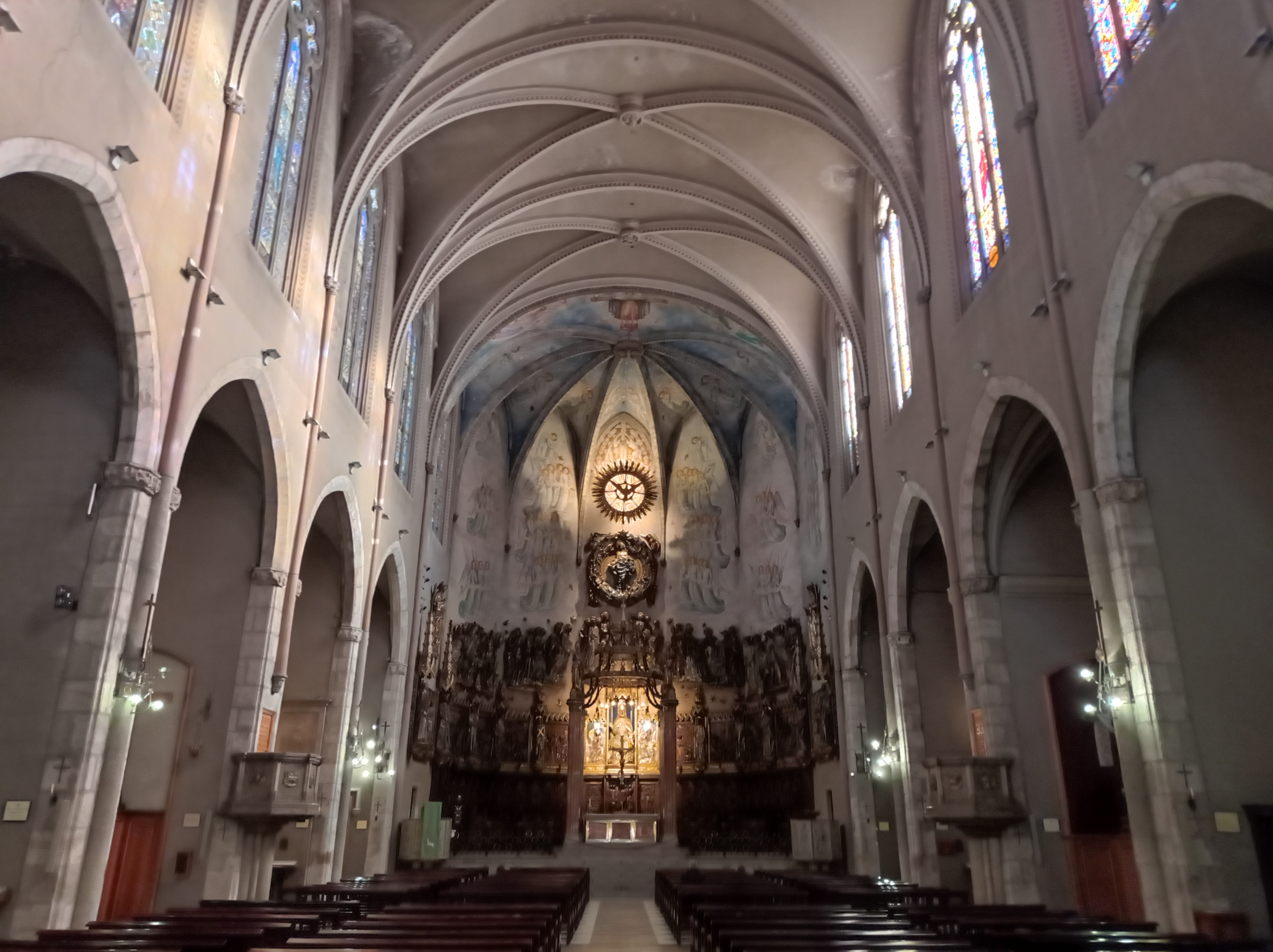
La nef et le chœur
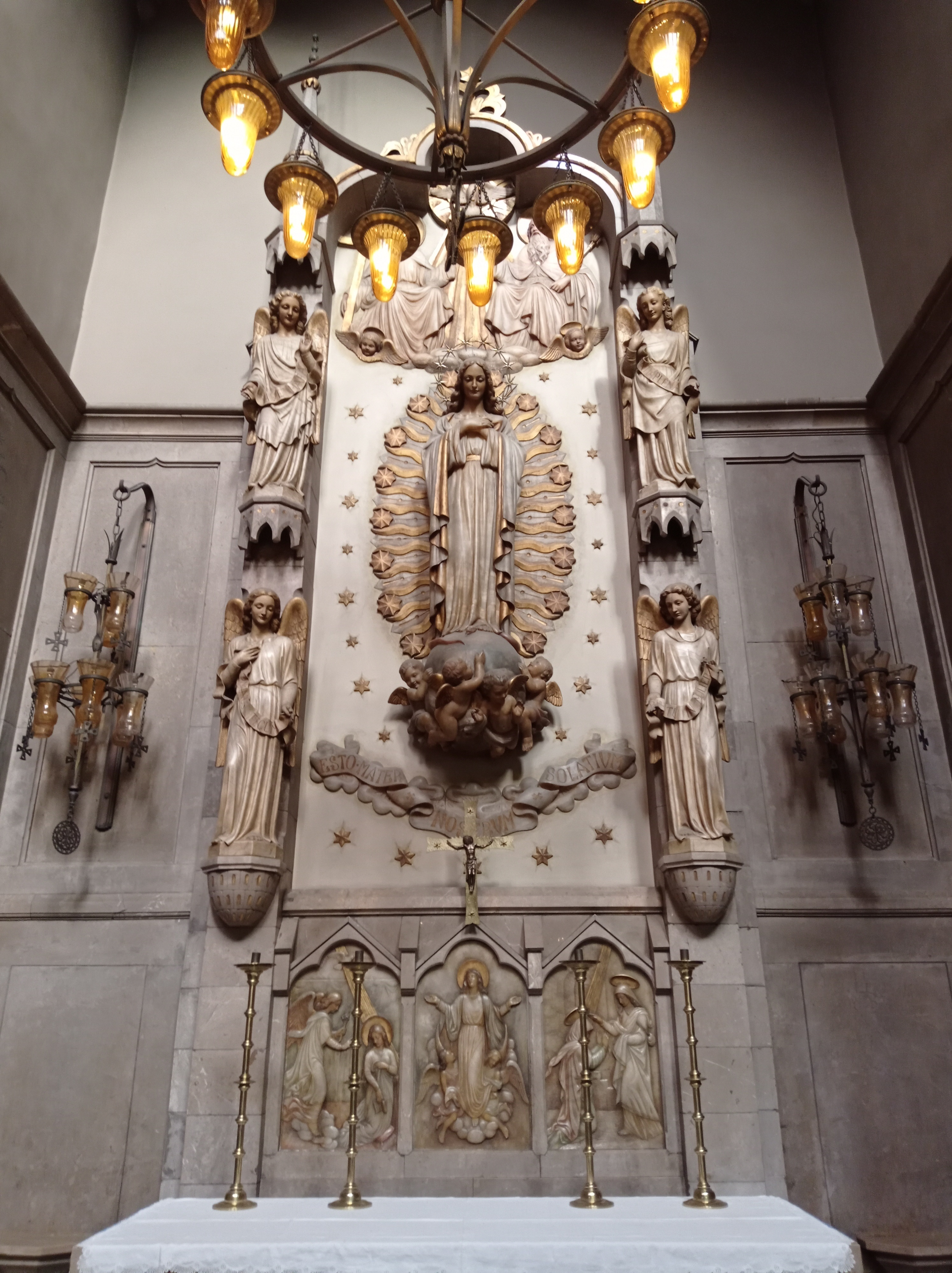
La chapelle de l'Immaculée Conception
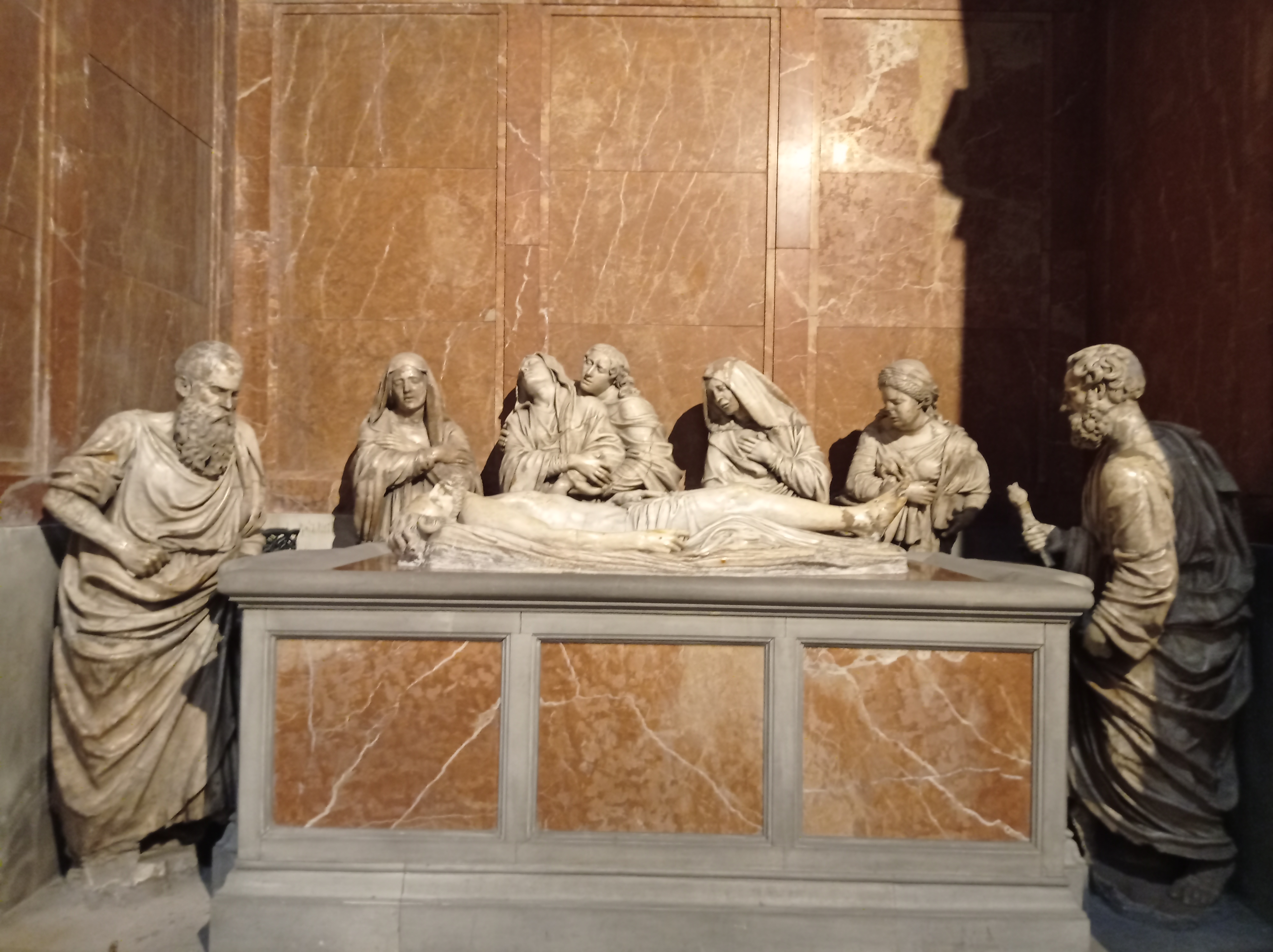
Le Saint Enterrement, groupe sculptural de Martín Díez de Liatzasolo (es) (entre 1539 et 1544).

## Source
- (es) Cet article est partiellement ou en totalité issu de l’article de Wikipédia en espagnol intitulé « Catedral del Espíritu Santo de Tarrasa » (voir la liste des auteurs).